# Президентские выборы в Буркина-Фасо (1998)
Президентские выборы состоялись в Буркина-Фасо 15 ноября 1998 года. Действующий президент Блез Компаоре был переизбран на второй срок, набрав более 87 % голосов избирателей. Основные оппозиционные партии бойкотировали голосование и не признали его результатов. Кандидаты, принявшие участие в выборах были близки к президенту Компаоре и получили должности в правительстве: Рам Уэдраого стал министром национального примирения (1999—2002), Фредерик Гирма выдвигался от Африканского демократического собрания, которое вошло в правящую коалицию «Движение президентского альянса».

## Результаты
|                            | Кандидат                   | Партия                              | Результат | Результат |
| Голоса                     | Кандидат                   | Партия                              | %         |           |
| -------------------------- | -------------------------- | ----------------------------------- | --------- | --------- |
|                            | Блез Компаоре              | Конгресс за демократию и прогресс   | 1 996 151 | 87,53     |
|                            | Рам Уэдраого               | Союз зелёных за возрождение Буркина | 150 796   | 6,61      |
|                            | Фредерик Гирма             | Фронт против                        | 133 552   | 5,86      |
| Всего голосов              | Всего голосов              | Всего голосов                       | 2 280 499 | 100,00    |
| Недействительные бюллетени | Недействительные бюллетени | Недействительные бюллетени          | 89 458    | 3,77      |
| Всего бюллетеней           | Всего бюллетеней           | Всего бюллетеней                    | 2 369 957 | 100,00    |
| Избиратели / Явка          | Избиратели / Явка          | Избиратели / Явка                   | 4 226 358 | 56,08     |
| Источник: Nohlen et al.    |                            |                                     |           |           |

1. ↑  Партия, аффилированная с Африканским демократическим собранием.
2. ↑  Общее число голосов (2 280 496), объявленное избирательной комиссией, на три ниже чем сумма голосов за трех кандидатов.